# صوفيا ألفاريز
صوفيا ألفاريز (بالإسبانية: Sofía Álvarez) (ولد باسم صوفيا كالزاديلا بيشارا بتاريخ 29 أبريل 1958 في المكسيك، وهي ممثلة شعبية مكسيكية وكاتبة، اشتهرت بعد دورها في مسلسل كونتادو صوفيا الذي تم إصداره سنة 1978، وكذلك مسلسل Sofiandoالذي عُرض سنة (1984) بالإضافة إلى ليلة السيدات الذي تم إصدراه سنة 2003.

## السيرة الذاتية
ولدت ألفاريز في 29 أبريل 1958 في المكسيك، أول ظهور لها في المجال الفني كان في عام 1963، حيث كات عمرهل حينها 5 سنوات فقط عندما قامت بدبلجة العديد من الأفلام مثل فيلم السرية الثالثة، كما قامت بالأداء الصوتي في العديد من المسلسلات التلفزيونية، ففي عام 1978 انضمت إلى قناة الحادية عشر في المكسيك حيث كانت تًقدم برنامج كونتا صوفيا، لتأخد مسارها بسهولة في عالم قصص الأطفال. ففي عام 1979 لعبت في فيلم Maria de mi corazón حيث التقت هناك بهكتور بونيلا والمدير خايمي هومبرتو هيرموسيلو.
انتقلت صوفيا فيما بعد إلى عالم التلفزيون، حيث جسدت شخصية معينة في مسلسل Atrapada الذي تم الانتهاء من إنتاجه في عام 1992، ثم شارك بونيلا مرة أخرة إلى جانب صوفيا وذلك في محطة تلفزيونية شهيرة قصد تقديم برنامج عُرض أيضا على TvAzteca. في عام 1994، أصبحت صوفيا ممثلة شهيرة في المكسيك حيث مثلث في بعض حلقات السلسلة التلفزيونية "Andamos brujas" بالإضافة إلى انتر الأحياء وإنتر الأموات، كما ظهرت في عام 2003 في فيلم ليلة السيدات، ثم في عام 2005 ظهرت في مسلسل لا أوترا في نصف وديل سول.
في 2014، ظهرت صوفيا في مسلسل عمر الخطيئة ثم في 2015 لعبت في فيلم Refugio.

## الحياة الشخصية
تزوجت ألفاريز في عام 1985 من هكتور بونيلا وفينفس العام ولدت ابنها الوحيد الذي حمل اسم فرناندو.

## قائمة أفلامها
| المسلسلات التلفزيونية، الأفلام ... | المسلسلات التلفزيونية، الأفلام ... | المسلسلات التلفزيونية، الأفلام ... | المسلسلات التلفزيونية، الأفلام ... | المسلسلات التلفزيونية، الأفلام ... |
| العام                              | العنوان                            | الدور                              | ملاحظات                            |                                    |
| ---------------------------------- | ---------------------------------- | ---------------------------------- | ---------------------------------- | ---------------------------------- |
| 1964                               | السرية الثالثة                     | كاثرين                             | دبلجة النسخة المكسيكية             |                                    |
| 1978-1984                          | كوينتا صوفيا                       |                                    | كاتبة مختلف الشخصيات               |                                    |
| 1979                               | María de mi corazón                |                                    | فيلم                               |                                    |
| 1983                               | El corazón de la noche             |                                    | الفيلم                             |                                    |
| 1984/1990                          | Sofiando                           |                                    | كاتبة مختلف الشخصيات               |                                    |
| 1989                               | إل كوينتو بانارز                   |                                    | الكاتبة                            |                                    |
| 1990                               | روخو امانسر                        |                                    | منتجة                              |                                    |
| 1991/92                            | Atrapada                           | أليسيا مونتيرو                     | دور داعم                           |                                    |
| 1994                               | انتر الأحياء انتر الأموات          | تونديلا ميلينديز                   | شاركت في الحلقة الأولى فقط         |                                    |
| 1994                               | Fantas Aliondo jamás será vencido  |                                    | فيلم قصير                          |                                    |
| 2000                               | Crónica de un desayuno             |                                    | منتجة                              |                                    |
| 2003                               | ليلة السيدات                       |                                    | فيلم                               |                                    |
| 2005                               | لا أوترا ميتاد ديل سول             | مارغريتا                           | دور داعم                           |                                    |
| 2006                               | Almacenados                        |                                    | منتجة مسرحية                       |                                    |
| 2006                               | Ataque de pánico                   |                                    | منتجة مسرحية                       |                                    |
| 2006                               | لوبيز فيلاردي, la noche del poeta  |                                    | منتجة مسرحية                       |                                    |
| 2007                               | Conspiración                       |                                    | منتجة مسرحية                       |                                    |
| 2007                               | La lucha se hace                   |                                    | منتجة مسرحية                       |                                    |
| 2007                               | El día que me quieras              |                                    | منتجة مسرحية                       |                                    |
| 2007                               | Aquel tiempo de campeones          |                                    | منتجة مسرحية                       |                                    |
| 2009                               | كوينتا صوفيا                       | كاتبة مختلف الشخصيات               |                                    |                                    |
| 2014                               | عمر الخطيئة                        | ميراندا                            | ظهور خاص                           |                                    |
| 2015                               | Refugio                            |                                    | فيلم                               |                                    |
| 2015                               | شبح                                |                                    | فيلم                               |                                    |
| 2016                               | قصة & أغنية حب                     |                                    | فيلم                               |                                    |
| 2016                               | البحث عن دوري                      | جيني                               | نسخة الدبلجة المكسيكية             |                                    |
| 2017                               | آنيا برونو                         | الأرملة السوداء                    | فيلم الرسوم المتحركة               |                                    |

## وصلات خارجية
- صوفيا ألفاريز على موقع IMDb (الإنجليزية)